# Classificazione ICAO degli aeroporti
Per classificazione ICAO degli aeroporti (in inglese Aerodrome reference code) si intende un codice alfanumerico di due caratteri che viene assegnato a ciascun aeroporto in ragione della capacità della pista di permettere le operazioni alle varie categorie di aeromobili. Tale codice fa riferimento sia a caratteristiche fisiche della pista, sia alla conformazione degli aeromobili ospitabili.
I riferimenti normativi sono contenuti nell'Annex 14 ICAO (Aerodromes).

## Il codice: composizione e significato
Il codice si compone di due caratteri, il primo numerico e il secondo alfabetico.
Il codice numerico si riferisce alle caratteristiche della pista e assume i seguenti significati:
- 1: se la pista ha una lunghezza inferiore a 800 m;
- 2: se la pista ha una lunghezza uguale o superiore a 800 m ma inferiore a 1200 m;
- 3: se la pista ha una lunghezza uguale o superiore a 1200 m ma inferiore a 1800 m;
- 4: se la pista ha una lunghezza superiore a 1800 m.

Il codice alfabetico, invece, si riferisce alle caratteristiche degli aeromobili e assume i seguenti significati:
- A: apertura alare inferiore a 15 m e distanza esterna tra i carrelli principali inferiore a 4,5 m;
- B: apertura alare maggiore o uguale a 15 m ma inferiore a 24 m e distanza esterna tra i carrelli principali maggiore o uguale a 4,5 m ma inferiore a 6 m;
- C: apertura alare maggiore o uguale a 24 m ma inferiore a 36 m e distanza esterna tra i carrelli principali maggiore o uguale a 6 m ma inferiore a 9 m;
- D: apertura alare maggiore o uguale a 36 m ma inferiore a 52 m e distanza esterna tra i carrelli principali maggiore o uguale a 9 m ma inferiore a 14 m;
- E: apertura alare maggiore o uguale a 52 m ma inferiore a 65 m e distanza esterna tra i carrelli principali maggiore o uguale a 9 m ma inferiore a 14 m;
- F: apertura alare maggiore o uguale a 65 m ma inferiore a 80 m e distanza esterna tra i carrelli principali maggiore o uguale a 14 m ma inferiore a 16 m.

Un ulteriore parametro è quello della larghezza della pista. Pur non essendo un requisito obbligatorio, è in ogni caso un requisito consigliato. Tali larghezze sono riassunte nella seguente tabella:
|   | A    | B    | C    | D    | E    | F    |
| - | ---- | ---- | ---- | ---- | ---- | ---- |
| 1 | 18 m | 18 m | 23 m |      |      |      |
| 2 | 23 m | 23 m | 30 m |      |      |      |
| 3 | 30 m | 30 m | 30 m | 45 m |      |      |
| 4 |      |      | 45 m | 45 m | 45 m | 60 m |